# Мамедли, Аслан Мамедали оглы
Мамедли Аслан Мамедали оглы (азерб. Məmmədli Aslan Məmmədəli oğlu, 10 июля 1953 — 15 декабря 2020) — азербайджанский учёный, доктор филологических наук, профессор, заслуженный учитель Азербайджана. Являлся представителем Бакинской школы фразеологии, созданной азербайджанским лингвистом профессором Мамедом Тагиевым. Автор спецкурса по языку Танаха в БГУ, знаток латыни.

## Биография
Родился в городе Баку 10 июля 1953 года. Отец, Мамедов Мамедали Аслан оглу — доцент Азербайджанского государственного педагогического университета, внук религиозного деятеля и просветителя из Джебраильского уезда Гаджи Ахунда Мухаммада Солтани; мать, Везирова Махира Шамиль гызы, — врач, правнучка Асад-бека Везира, племянника визиря Карабахского ханства Мирза Джамала Гарабаги, и Туту-ханум, внучки известного азербайджанского поэта Касум-бек Закира.

### Образование и научная деятельность
В 1970 году окончил среднюю школу № 167 города Баку. В 1972—1974 годах служил в рядах Советской Армии. В 1975—1980 годах получил высшее образование на филологическом факультете АГУ им. С. М. Кирова. Во время учёбы в университете за успехи в учёбе получaл стипендию имени М. Ф. Ахундова. В 1983 году поступил в очную аспирантуру Азербайджанского педагогического института русского языка и литературы (АПИРЯЛ) имени М. Ф. Ахундова. В 1986 году окончил аспирантуру и на следующий год защитил кандидатскую диссертацию на тему «Взаимодействие окружения и ядра наречных фразеологизмов с общим значением качественной характеристики действия в современной русском языке». В 80-90-е гг. работал над докторской диссертацией по теме «Сопоставительный анализ русской и азербайджанской фразеологии». В 1993 году получил звание доцента. В 1996 году защитил докторскую диссертацию. В 2003 году получил учёное звание профессора.

### Карьера
Карьеру начал в средней школе села Пирвахид Губинского района и до 1983 года работал учителем русского языка и литературы в этой школе. В 1986 году после аспирантуры был назначен на должность преподавателя кафедры лексики русского языка Азербайджанского педагогического института русского языка и литературы имени М. Ф. Ахундова. С 1986 по 2000 год работал на кафедре лексики русского языка.
Изучал иврит, после чего создал спецкурс «Язык Библии» и начал преподавать его в Бакинском Государственном университете. В 1989 году на конференции, проходившей в Ростове, был избран членом Международной ассоциации иудаики и еврейской культуры.
В 1989—1993 годах был учёным секретарём докторского совета, действовавшего при Азербайджанском педагогическом институте русского языка и литературы имени М. Ф. Ахундова. С декабря 1999 г. по май 2000 г. работал деканом 1-го факультета русского языка и литературы АПИРЯЛ имени М. Ф. Ахундова. В 2000 году по указанию Президента Азербайджанской Республики Гейдара Алиева на базе АПИРЯЛ был создан Бакинский Славянский Университет. В 2000—2005 годах был проректором по научной работе Бакинского славянского университета.
В 2003—2006 годах был главным редактором журнала «Русский язык и литература в Азербайджане».
С 2000 года был профессором кафедры общего и русского языкознания Бакинского славянского университета и заместителем председателя Специализированного научного совета при Бакинском славянском университете.
Автор более 120 научных статей. Труды содержатся в библиотеках разных стран, в том числе, Азербайджанской Национальной Библиотеке, РГБ, РНБ, Литовской Национальной Библиотека им. Мартинаса Мажвидаса.
В 2016 году педагогическая деятельность учёного была высоко оценена и ему было присвоено почётное звание Заслуженного учителя.
Скончался 15 декабря 2020 года.

## Избранные публикации
- Scientific Discourse of Post-Totalitarian Regimes: Fears and Hopes // Archetypes in Literatures and Cultures. Peter Lang. Internationaler Verlag der Wissenschaften. Frankfurt am Main, 2012, p. 89-93.
- Kurban Said. Pro et contra: attempt of cultural-linguistic analysis of a fictional text // Stereotypes in literatures and Cultures. International Reception Studies. Peter Lang. Internationaler Verlag der Wissenschaften. Frankfurt am Main. Berlin. Bern. Bruxelles. New York. Oxford. Wien. Стр. 72-79.
- Circassians in Russian sources // Stereotypes in literatures and Cultures. International Reception Studies. Peter Lang. Internationaler Verlag der Wissenschaften. Frankfurt am Main. Berlin. Bern. Bruxelles. New York. Oxford. Wien. Стр. 1-5.
- Разговоры с Пушкиным: (сборник статей, посвящённых творчеству А. С. Пушкина) — Баку: Европа, 2021. — 191 с[5]
- Сопоставительный анализ русской и азербайджанской фразеологии. Вильнюс: J. Rivkino, 2022. — 335 с.[6]
- «Azərbaycan frazeologiyası haqqında oçerk» // Azərbaycan dilinin funksional qrammatikası, İV cild, Bakı, 2014, s. 541—584.